# グリューネンダイヒ
グリューネンダイヒ（ドイツ語: Grünendeich、低地ドイツ語: Greundiek）は、ドイツ連邦共和国ニーダーザクセン州のシュターデ郡に属す町村（以下、本項では便宜上「町」と記述する）である。この町はシュタインキルヒェンに本部を置くザムトゲマインデ・リューエを構成する自治体の一つである。

## 行政

### 議会
この町の議会は、11議席からなる。

## 経済と社会資本

### 交通

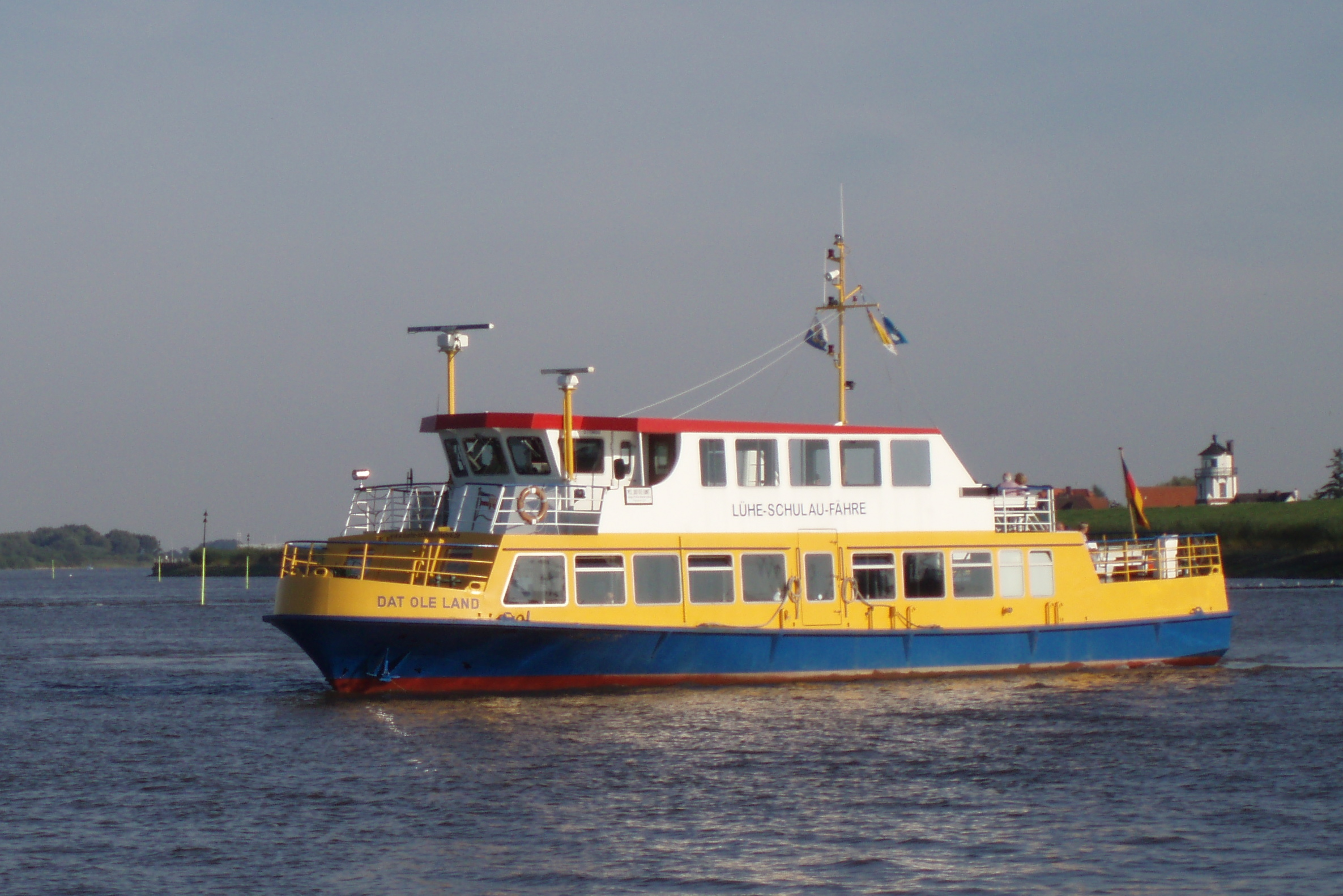
リューエ＝シュラウ・フェリー

グリューネンダイヒにはフェリー港「リューエ」があり、2つの航路が運行されている。
- ヴェーデルへ行くリューエ＝シュラウ・フェリー。10月から5月までは平日のみの運行となる。
- ハンブルク＝ザンクト・パウリ＝ランドゥングスブリュッケルへ行くHADAGフェリー。5月から10月の週末にのみ運行。

どちらのフェリーもハンブルク交通連盟には加盟していない。
グリューネンダイヒには、ハンブルク交通連盟に加盟しているクラフト交通会社シュターデの乗り合いバスが3路線が運行している。
- 2457系統: シュターデ - ホレルン＝ツヴィーレンフレート - シュタインキルヒェン - ヨルク - ハンブルク＝クランツ
- 2030系統: ブクステフーデ - ダムハウゼン - ヨルク - ボルステル - シュタインキルヒェン（平日のみ運行）
- 2033系統: グリューネンダイヒ - シュタインキルヒェン - ホルネブルク（通学日のみ運行）

## 引用
1. ↑  Landesamt für Statistik Niedersachsen, LSN-Online Regionaldatenbank, Tabelle A100001G: Fortschreibung des Bevölkerungsstandes, Stand 31. Dezember 2023